# Бодар, Мари-Терез
Мари-Терез Бодар (фр. Marie-Thérèse Bodart), при рождении Мари-Терез Гийом (фр. Marie-Thérèse Guillaume) — бельгийская писательница, эссеист и драматург. Бодар получила образование историка, была профессором в Лицее Диксель (Брюссель).

## Биография
Мари-Терез Бодар родилась 7 августа 1909 года в Арлоне, провинция Люксембург, Бельгия. Она посещала занятия по философии, истории и письму в свободном университете Брюсселя. Получив диплом историка в 1933 году, Бодар начала преподавать в средней школе для девочек Вервье. В университете она познакомилась со своим будущим мужем и в 1934 году вышла замуж за Рожера Бодара, юриста и поэта.
В 1938 году она публикует первый роман «Чёрный тростник» (фр. Les Roseaux noirs). Драма затрагивала темы инцеста и измен и была хорошо принята литературными критиками. Роман был среди финалистов на премию Фемина, однако он вызвал отрицательный отклик в правой прессе. Книга также не была принята на месте работы Бодар, и ей пришлось уволиться.
Бодары переехали в Брюссель и приглашали в свой дом поэтов и писателей, включая Чарльза Плинье. У пары родились две дочери: Анна (1939) и Франсуаза (1945). Большую часть жизни Бодар работала учителем истории в Лицее Дикселя в Брюсселе. В 1946 году она публикует второй роман «Урожай ячменя» (фр. Ьoisson des orges). После она пишет несколько пьес для театра. Третий роман «Масличная гора» (фр. Le mont des Oliviers) 1956 года носил религиозный характер. Четыре года спустя был опубликован роман «Другой», который получил приз Огюста Беернарта. Последний роман «Мебель» был опубликован в 1972 году. Бодар также написала множество эссе.

## Романы
- Les Roseaux noirs, предисловие Чарльза Плинье, éditions Corrêa, Paris, 1938.
- La Moisson des orges, éditions Corrêa, Paris, 1946.
- Le Mont des Oliviers, Éditions de Navarre, Paris, 1956.
- L'Autre, éditions Le Monde du Livre, Anvers et Bruxelles, 1960.
- Les Meubles, André De Rache éditeur, Bruxelles, 1972.